# Arsène Wenger
Arsène Wenger, francoski nogometaš in nogometni trener, * 22. oktober 1949, Strasbourg, Francija.
Wenger je od leta 1996 do 2018 trener londonskega Arsenala, s katerim je trikrat osvojil angleško Premier League, štirikrat angleški FA pokal in štirikrat angleški super pokal.